# Campionati italiani di taekwondo del 2008
I Campionati italiani di taekwondo del 2008 sono stati organizzati dalla Federazione Italiana Taekwondo e si sono svolti all'interno del  Pala Indoor di Napoli, in Campania, nel weekend del 15-16 novembre 2008.
L'evento, riservato alle cinture nere senior, ha assegnato medaglie in otto categorie di peso diverse sia agli uomini che alle donne.
Si è trattata della trentanovesima edizione dei campionati.

## Podi

### Uomini
| Categoria               | Oro                                           | Argento                                    | Bronzo                                                                              |
| fino a 54 kg (dettagli) | Pasquale Stano (Tae Action Center)            | Mattia Martena (Centro Tkd Olimpico Lecce) | Gennaro Bonocore (Centro Azzurro Taekwondo) Massimiliano Ricci (TaekwondoMattei)    |
| fino a 58 kg (dettagli) | Raffaello Sergio (Fun Sport Center)           | Andrea Di Girolamo (Tkd Terracina 1984)    | Francesco Palma (Tkd Olimpico Lecce) Claudio Treviso Esercito                       |
| fino a 62 kg (dettagli) | Diego Redina Fiamme Oro                       | Gino Giubilei Fiamme Oro                   | Paolo Bacciu (Accademia Arti Marziali) Marco Biscosi (New Martial Mesagne)          |
| fino a 67 kg (dettagli) | Gianluca Redina (Centro Azzurro Taekwondo)    | Roberto Chiarella (Centro Tkd Kukkiwon)    | Sabino Grillo (Olimpic Studio Cerignola) Simone Arduini (Pol. Olimpica 92)          |
| fino a 72 kg (dettagli) | Adriano Manciocchi (Team Elios Arti Marziali) | Francesco Bersani (Tkd Terracina 1984)     | Cristian Clementi (Accademia Tkd Marche) Simone Di Roberto (Scuola Taekwondo Nolan) |
| fino a 78 kg (dettagli) | Pacifico Laezza Esercito                      | Carmine Rago (Polisportiva Tkd Salerno)    | Gianluca D’Alessandro (Tkd Palermo) Boris Biondo (Tkd Sport Center)                 |
| fino a 84 kg (dettagli) | Carlo Molfetta Carabinieri                    | Carmine Perrone (Tkd Olympic Giannone)     | Fabrizio di Blasi (New Green Form) Cristian Capotosto (Libertas Park Itri-Formia)   |
| Oltre 84 kg (dettagli)  | Leonardo Basile Esercito                      | Marco Palmacci Fiamme Oro                  | Giuseppe Iadicicco (Pol. Materdei) Vito Luiso (Centro Ginnico Azzurra)              |

### Donne
| Categoria               | Oro                                 | Argento                                       | Bronzo                                                                            |
| fino a 47 kg (dettagli) | Roberta Ramazzotto Esercito         | Luciana Magarò (Cus Cosenza)                  | Chiara Fiore (Tkd Team Perulli) Melania Zonfrillo (Centro Tkd La Pietra)          |
| fino a 51 kg (dettagli) | Pamela Valente Esercito             | Giovanna Polese (Sant’Orso delle Terrazze)    | Maddalena Tortorella (Centro Azzurro Tkd) Sara Pollicino (Asd Olimpia Sport)      |
| fino a 55 kg (dettagli) | Federica Mastrantoni Fiamme Azzurre | Cristina Spagnolo (Accademia Tkd Marche)      | Jessica Giannone (Tkd Olympic Giannone) Elvira Vitiello Fiamme Oro                |
| fino a 59 kg (dettagli) | Cristiana Corsi Fiamme Oro          | Eleonora Platania Carabinieri                 | Delia Congedo (Centro Tkd Pezzolla) Ludovica Fioriti (As Taekwondo Fabriano)      |
| fino a 63 kg (dettagli) | Samira Di Lello (Tkd Borgo Hermada) | Margherita Zocco (Ass. Sport Tkd Lee)         | Katia Vaccari (Taekwondo Club Schio) Valentina Nardelli (Taekwondo Terracina1984) |
| fino a 67 kg (dettagli) | Isabella Colucci Esercito           | Sara Bardelli (Europa Tkd)                    | Cristina Chiarello (Aerobiclub) -                                                 |
| fino a 72 kg (dettagli) | Rosanna D’Alise (Cordal Taekwondo)  | Serena Capriglione (Polisportiva Tkd Salerno) | Federica Perugini (Scuola Tkd Genova) Giulia Colombo (Asd Olimpia Sport)          |
| Oltre 72 kg (dettagli)  | Daniela Castrignanò Esercito        | -                                             | -                                                                                 |

## Medagliere società
| Pos. | Società                   | Oro | Argento | Bronzo |   |
| ---- | ------------------------- | --- | ------- | ------ | - |
| 1    | Esercito                  | 6   | 0       | 1      | 7 |
| 2    | Fiamme Oro                | 2   | 2       | 1      | 5 |
| 3    | Carabinieri               | 1   | 1       | 0      | 2 |
| 4    | Centro Azzurro Taekwondo  | 1   | 0       | 1      | 2 |
| 5    | Tae Action Center         | 1   | 0       | 0      | 1 |
| 5    | Fiamme Azzurre            | 1   | 0       | 0      | 1 |
| 5    | Fun Sport Center          | 1   | 0       | 0      | 1 |
| 5    | Team Elios Arti Marziali  | 1   | 0       | 0      | 1 |
| 5    | Tkd Borgo Hermada         | 1   | 0       | 0      | 1 |
| 5    | Cordal Taekwondo          | 1   | 0       | 0      | 1 |
| 6    | Tkd Terracina 1984        | 0   | 2       | 0      | 2 |
| 6    | Polisportiva Tkd Salerno  | 0   | 2       | 0      | 2 |
| 7    | Tkd Olympic Giannone      | 0   | 1       | 1      | 2 |
| 7    | Accademia Tkd Marche      | 0   | 1       | 1      | 2 |
| 8    | Centro Tkd Kukkiwon       | 0   | 1       | 0      | 1 |
| 8    | Cus Cosenza               | 0   | 1       | 0      | 1 |
| 8    | Centro Tkd Olimpico Lecce | 0   | 1       | 0      | 1 |
| 8    | Sant’Orso delle Terrazze  | 0   | 1       | 0      | 1 |
| 8    | Ass. Sport Tkd Lee        | 0   | 1       | 0      | 1 |
| 8    | Europa Tkd                | 0   | 1       | 0      | 1 |
| 9    | Asd Olimpia Sport         | 0   | 0       | 2      | 2 |
| 10   | Libertas Park Itri-Formia | 0   | 0       | 1      | 1 |
| 10   | New Green Form            | 0   | 0       | 1      | 1 |
| 10   | Scuola Tkd Genova         | 0   | 0       | 1      | 1 |
| 10   | Aerobiclub                | 0   | 0       | 1      | 1 |
| 10   | Tkd Sport Center          | 0   | 0       | 1      | 1 |
| 10   | Centro Azzurro Tkd        | 0   | 0       | 1      | 1 |
| 10   | Centro Tkd Pezzolla       | 0   | 0       | 1      | 1 |
| 10   | Taekwondo Club Schio      | 0   | 0       | 1      | 1 |
| 10   | TaekwondoMattei           | 0   | 0       | 1      | 1 |
| 10   | Tkd Olimpico Lecce        | 0   | 0       | 1      | 1 |
| 10   | Accademia Arti Marziali   | 0   | 0       | 1      | 1 |
| 10   | New Martial Mesagne       | 0   | 0       | 1      | 1 |
| 10   | Olimpic Studio Cerignola  | 0   | 0       | 1      | 1 |
| 10   | Pol. Olimpica 92          | 0   | 0       | 1      | 1 |
| 10   | Scuola Taekwondo Nolan    | 0   | 0       | 1      | 1 |
| 10   | Tkd Palermo               | 0   | 0       | 1      | 1 |
| 10   | Pol. Materdei             | 0   | 0       | 1      | 1 |
| 10   | Centro Ginnico Azzurra    | 0   | 0       | 1      | 1 |
| 10   | Tkd Team Perulli          | 0   | 0       | 1      | 1 |
| 10   | Centro Tkd La Pietra      | 0   | 0       | 1      | 1 |
| 10   | As Taekwondo Fabriano     | 0   | 0       | 1      | 1 |
| 10   | Taekwondo Terracina1984   | 0   | 0       | 1      | 1 |